# Jonestown (Misisipi)
Jonestown es un pueblo del Condado de Coahoma, Misisipi, Estados Unidos. Según el censo de 2000 tenía una población de 1.701 habitantes y una densidad de población de 1.684.0 hab/km².

## Demografía
Según el censo de 2000, había 1.701 personas, 491 hogares y 364 familias residiendo en la localidad. La densidad de población era de 1684,0 hab./km². Había 514 viviendas con una densidad media de 508,9 viviendas/km². El 2,59% de los habitantes eran blancos, el 96,30% afroamericanos, el 0,06% asiáticos, el 0,06% isleños del Pacífico, el 0,24% de otras razas y el 0,76% pertenecía a dos o más razas. El 0,47% de la población eran hispanos o latinos de cualquier raza.
Según el censo, de los 491 hogares en el 47,7% había menores de 18 años, el 21,2% pertenecía a parejas casadas, el 47,9% tenía a una mujer como cabeza de familia, y el 25,7% no eran familias. El 21,4% de los hogares estaba compuesto por un único individuo, y el 11,0% pertenecía a alguien mayor de 65 años viviendo solo. El tamaño promedio de los hogares era de 3,46 personas y el de las familias de 4,05.
La población estaba distribuida en un 44,4% de habitantes menores de 18 años, un 11,1% entre 18 y 24 años, un 25,0% de 25 a 44, un 11,5% de 45 a 64, y un 7,9% de 65 años o mayores. La media de edad era 21 años. Por cada 100 mujeres había 82,1 hombres. Por cada 100 mujeres de 18 años o más, había 65,8 hombres.
Los ingresos medios por hogar en la localidad eran de 15.085 dólares ($), y los ingresos medios por familia eran 15.750 $. Los hombres tenían unos ingresos medios de 16.146 $ frente a los 19.125 $ para las mujeres. La renta per cápita para la ciudad era de 8.258 $. El 52,1% de la población y el 49,6% de las familias estaban por debajo del umbral de pobreza. El 57,7% de los menores de 18 años y el 56,3% de los habitantes de 65 años o más vivían por debajo del umbral de pobreza.

## Geografía
Según la Oficina del Censo de los Estados Unidos, la localidad tiene un área total de 1,0 km², todos ellos correspondientes a tierra firme.